# Arhitectura Sudano-Saheliană

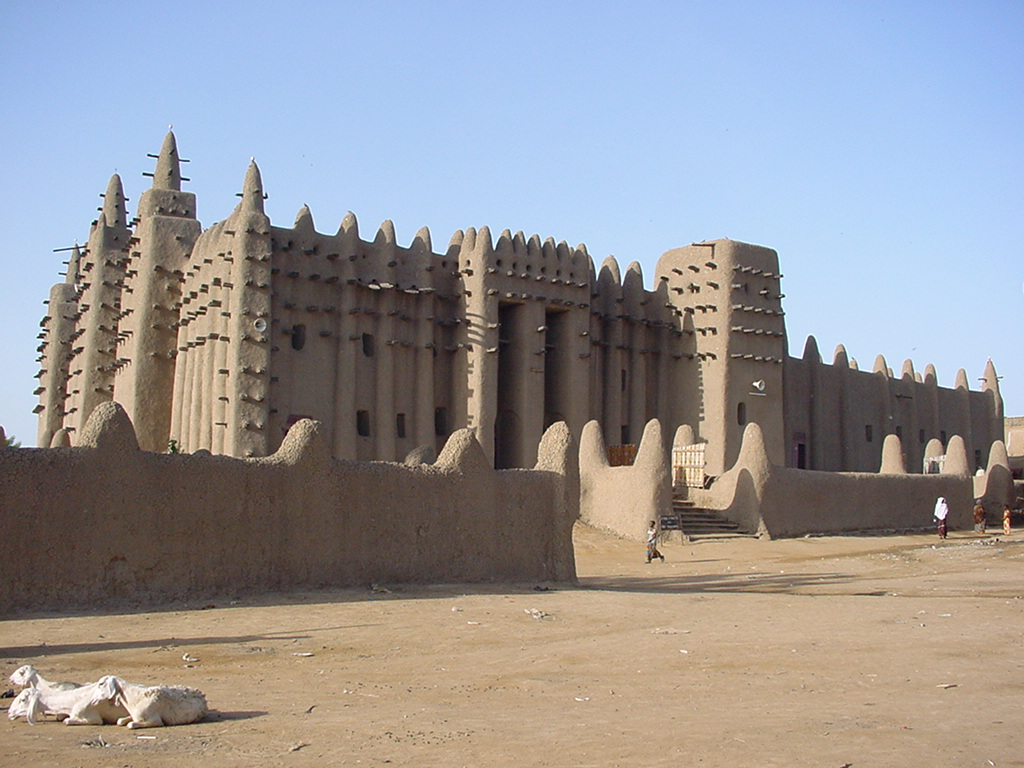
Marea Moschee din Djene, Mali.

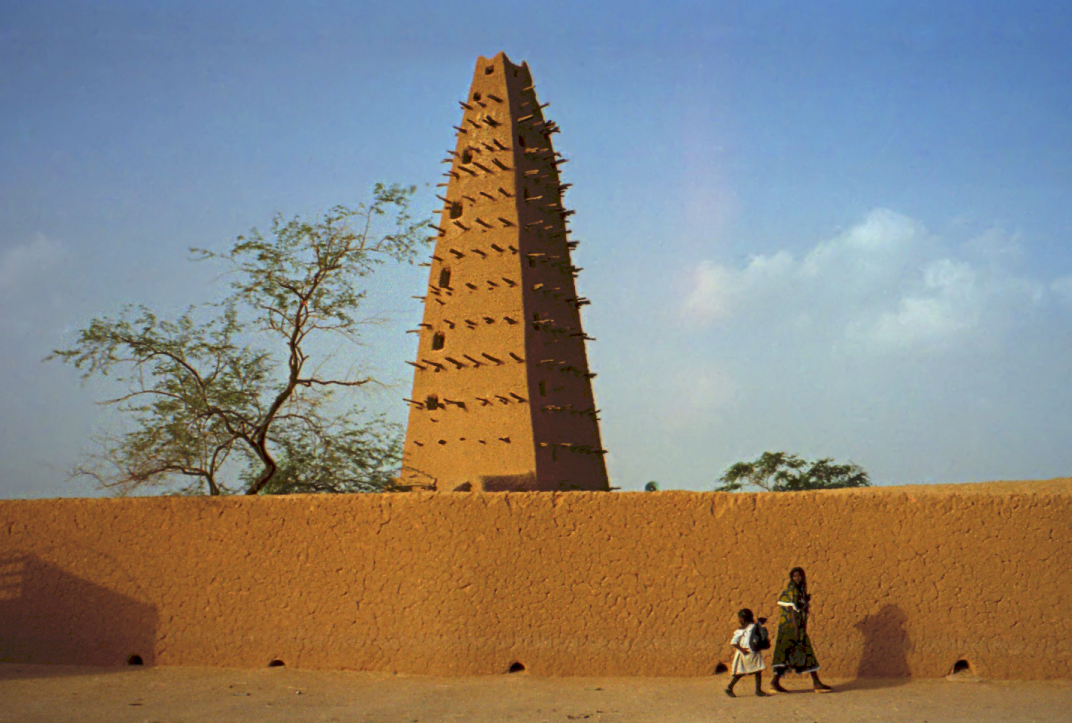
Marea Moschee din Agadez, Niger.

Arhitectura Sudano-Saheliană este un stil arhitectonic dezvoltat în Africa. El este caracteristic clădirilor islamice, în general moscheilor.
Acest stil a apărut la sud de deșertul Sahara, în spațiul Sudano-Sahelian (în care se află țări precum Ghana, Mali, Burkina Faso sau Niger) și datează din jurul anului 250 î.Hr. 
Stilul Sudano-Sahelian este caracterizat prin utilizarea de cărămizi din chirpici și noroi, cu suporturi mari din lemn, care ies în afara pereților  construcției, fie ea moschee sau palat. 
Printre cele mai bune exemple de arhitectură Sudano-Saheliană se numără Marea Moschee din Djené (în Mali) și Marea Moschee din Agadez (în Niger).